# Russell Hinder
Russell Hinder, (nacido el 10 de julio de 1979 en Sídney,  Australia) es un exjugador de baloncesto australiano. Con 2.08 metros de estatura, jugaba en la posición de pívot.

## Trayectoria
- Sydney Razorbacks (2002-2004)
- Hunter Pirates   (2004-2006)
- Sydney Kings (2006-2008)
- Townsville Crocodiles (2008-2014)

## Participaciones en competiciones internacionales

### Mundiales
- Japón 2006 13/24